# Na mlejnku (Vinoř)
Mlýn Na mlejnku (Hořejší) je bývalý vodní mlýn v Praze 9-Vinoři, který stojí na levém břehu Vinořského potoka u hráze rybníka Velká Obůrka.

## Historie
Původně byly ve Vinoři vodní mlýny dva. Roku 1593 prodal Bedřich Zapský Václavu mladšímu z Donína kromě jiného také „mlýny náchlebné dva, jeden Hořejší o jednom kole moučném a druhý Dolejší o dvou kolech“ a dva zdejší mlýny koupila o tři roky později i Kateřina Smiřická z Házmburka.
Dochoval se Hořejší mlýn s původním č.p. 44, který k roku 1841 tvořily čtyři budovy kolem dvora otevřeného k severu. 1. září 1847 jej koupil za 2293 zlatých Karel Charvát, poslední vinořský mlynář; roku 1870 byl mlýn zrušen.

## Popis
Dvoupodlažní mlýnská budova je zděná a krytá sedlovou střechou. Stojí ve svahu, který stoupá k severu. Horní patro je přístupné z úrovně ulice, přístup do spodního patra je z jihozápadní strany.
Obvodové zdi mlýnice jsou pravděpodobně renesanční, později byla barokně upravena. Vnitřní prostory mají trámové stropy.